# بارناول

بارناول (بالروسية: Барнаул) هي إحدى مدن روسيا في الكيان الفدرالي الروسي ألطاي كراي.تقع مدينة برناؤول في الجزء الجنوبي الغربي من سيبيريا في منطقة التقاء نهري برناؤولكا وأوب. تبعد عن العاصمة موسكو بمسافة تربو على 3400 كم. وتبلغ مساحتها 321 كيلومترا مربعا. المدينة أحد المراكز الصناعية والثقافية والتعليمية في سيبيريا. كما أنها محور مهم للنقل وميناء نهري.

## نبذة عن تاريخ المدينة
تشير الاكتشافات الاثرية في المدينة إلى ان البشر استوطنوا هذا المكان منذ العصر الحجري، ومع ذلك يعتبر عام 1730 هو تاريخ تأسيس المدينة، حين قدمت مجموعة من العمال إلى هذا المكان لبناء مصنع لصهر الفضة والنحاس. حيث بنيت حول المصنع البيوت السكنية التي كونت بلدة أوست – برناؤولسك.
لبيوت السكنية التي كونت بلدة أوست – برناؤولسك. أصبحت البلدة عام 1749 مركزا لصناعة التعدين وافتتحت فيها عام 1764 أول مكتبة علمية تقنية وفي عام 1766 صنع مخترع من سكان المدينة أول ماكينة تعمل بالبخار في العالم وفي عام 1771 منحت البلدة صفة ولقب «مدينة التعدين» وكان هذا حافزا قويا لتطورها وتوسعها.ففي عام 1823 افتتح فيها أول متحف لمنطقة سيبيريا وفي عام 1835 بلغ عدد سكانها حوالي 10 الآف نسمة وانشئ فيها أول مرصد للانواء الجوية في سيبيريا وبنيت الكنائس والمنازل باستخدام الحجر والآجر وقدمت العروض المسرحية في «بيت المسرح» كما شكلت فرقة اوركسترا المدينة. بعد أفول صناعة صهر الفضة في اقليم التاي، تحولت برناؤول من مدينة التعدين إلى مدينة تجارية وتطورت فيها الصناعات الجلدية ومواد الآجر والجعة والصودا والفراء وغيرها، حيث أصبحت في بداية القرن الـ 20 أحد اضخم المراكز التجارية – الصناعية في سيبيريا مع بقائها مركزا ثقافيا وعلميا.
شب بالمدينة في مايو/ايار عام 1917 حريق هائل اتى على العديد من الاحياء السكنية وتضررت المدينة كثيرا وتسبب قيام ثورة أكتوبر عام 1917 والحرب الاهلية في تأخير إعادة اعمار الاجزاء المتضررة من الحريق. حيث انتقلت السلطة في المدينة بين الاطراف المتنازعة عدة مرات إلى ان استقرت الامور في نهاية عام 1919 . بعد استتباب الأمن واستقرار الاوضاع شهدت المدينة تطورا صناعيا وزراعيا وازداد عدد سكانها وافتتحت فيها مؤسسات صناعية وتعليمية وصحية جديدة ومن بين هذه المؤسسات مجمع إنتاج الاقمشة.
خلال الحرب الوطنية العظمى (1941 – 1945) اجلي إلى المدينة حوالي 100 مصنع ومعمل من موسكو ولينينغراد وغيرها من المدن الواقعة في الجزء الأوروبي من الاتحاد السوفيتي واصبحت ملكا للمدينة حيث شكلت القاعدة الاساسية للصناعات في المدينة والإقليم. بعد انتهاء الحرب استمر تطور المدينة وازدهارها بشكل سريع وفي مختلف المجالات الحياتية، وازداد حجم الإنتاج الصناعي في المدينة، كما تضاعفت مساحتها.